# André Brandt
 (juillet 2009).
Si vous disposez d'ouvrages ou d'articles de référence ou si vous connaissez des sites web de qualité traitant du thème abordé ici, merci de compléter l'article en donnant les références utiles à sa vérifiabilité et en les liant à la section « Notes et références ».
André Brandt, né le 7 mars 1926 à La Chaux-de-Fonds et mort dans la même ville le 24 mai 2008, est une personnalité politique suisse.

## Biographie
Originaire de La Chaux-de-Fonds et du Locle, André Brandt est d'abord avocat et notaire à partir de 1950. Il est secrétaire de l'Association industrielle et patronale de La Chaux-de-Fonds de 1969 à 1977 et président de l'Association des décolleteurs de 1973 à 1977. 
Conseiller général de La Chaux-de-Fonds de 1968 à 1977, il préside le Parlement communal en 1972-1973. Député radical du district de La Chaux-de-Fonds au Grand Conseil de 1969 à 1977, il est élu membre du Conseil d'État neuchâtelois le 3 avril 1977 et en fait partie jusqu'au 16 mai 1989.
André Brandt a dirigé le département des travaux publics. On lui doit la réalisation du tunnel routier sous le col de La Vue-des-Alpes qui a été inauguré en novembre 1994. 